# Neşet Akmandor
Mehmet Neşet Akmandor né le 1er avril 1921 à Bolu et mort le 25 octobre 2021 , est un homme politique turc.
Diplômé de la faculté de construction de l'Université technique d'Istanbul en 1945, fait son doctorat dans la même faculté en 1973. Il travaille dans la direction des affaires hyrauliques d'État (DSİ) et qui travaille comme directeur général de cette institution (1960-1966), président du haut conseil technique du ministère de l'énergie et des ressources naturelles (1966-1967), chargé de cours à l'Université technique du Moyen-Orient (1966-1969). Membre du CHP et sénateur de Bolu (1977-1980). Ministre de l'énergie et des ressources naturelles (1977) et de la défense nationale (1979). Marié et a 2 enfants.